# Berenice Celeita
Berenice Celeita Alayon (a veces escrito 'Celeyta') es una activista de derechos humanos colombiana. Es la presidenta de la Asociación Para la Investigación y Acción Social (NOMADESC) que investiga abusos de derechos humanos regionales. En 1998, ganó el Premio de Derechos humanos Robert F. Kennedy junto a otras activistas colombianas y colombianos: Gloria Flórez, Jaime Prieto Méndez y Mario Calixto.

## Trayectoria
Celeita atribuye el principio de su activismo en derechos humanos a 1985, cuando ocurrió la toma del Palacio de Justicia, en la que el Movimiento 19 de abril (M-19) tomó el Tribunal Supremo de Justicia de Colombia como rehén, y la posterior muerte de 11 de sus 25 jueces y juezas durante la retoma del palacio organizada por el ejército al mando del coronel Alfonso Plazas Vega. En esa época, Celeita era una estudiantes de primer año en la Universidad de Externado en Colombia y tuvo varios profesores entre los muertos.
Más tarde Celeita funda NOMADESC, ubicada en el Valle del Cauca, provincia al sur de Colombia. NOMADESC ofrece cursos sobre derechos humanos de los que se gradúan 150 personas al año para regresar a comunidades locales donde desempeñan labores de advocacy y de desarrollo. La organización también denuncia vulneraciones de derechos humanos relacionaron la extracción de oro, níquel, y uranio, así como con la perforación de petróleo.
El Centro para la Justicia y Derechos humanos Robert F. Kennedy declaró que en 2004, Celeita era una de las 175 sindicalistas y activistas de derechos humanos atacados por el gobierno colombiano dentro de la "Operación Dragón". Un coronel y dos comandantes del Ejército Nacional de Colombia fueron arrestados en septiembre de 2011 por los ataques.
En 2015 Celeita fue objeto de una acción urgente por parte de Amnistía Internacional causada por haber estado bajo vigilancia por dos personas desconocidas, después de haber denunciado violaciones de derechos humanos en Colombia en Estados Unidos y Canadá.